# Río Calima
Pour les articles homonymes, voir Calima.
Le río Calima est une rivière de Colombie et un affluent du río San Juan.

## Géographie
Le río Calima prend sa source dans la cordillère Occidentale, sur les pentes du Cerro Pan de Azúcar (département de Valle del Cauca). Il coule ensuite vers le sud, contourne le cerro Pan de Azúcar, se dirige vers le nord-nord-ouest avant de rejoindre le río San Juan à la frontière avec le département de Chocó.
Au sud-est du cerro Pan de Azúcar, un barrage hydroélectrique a été construit, constituant une retenue artificielle de 14 km de long sur 4 de large et d'une profondeur de 180 mètres, le lac Calima.